# Matthias Schmidt (Koch)
Matthias Schmidt (* 6. Juni 1981 in Frankfurt am Main) ist ein deutscher Koch.

## Werdegang
Schmidt machte seine Koch-Ausbildung von 2003 bis 2005 in der Villa Merton bei Hans Horberth in Frankfurt. 2005 wechselte er zum Söl'ring Hof zu Johannes King in Rantum auf Sylt und 2006 zur Speisemeisterei bei Martin Öxle in Stuttgart. 
2008 kehrte er als Küchenchef zurück in die Villa Merton in Frankfurt, die noch im selben Jahr mit einem Stern im Guide Michelin ausgezeichnet wurde. 2012 kam ein zweiter Stern dazu. Ende 2014 verließ er das Restaurant.
Danach arbeitete er für ein Catering-Unternehmen in Wiesbaden, das gehobene Betriebs- und Lunchrestaurants betreibt.

## Auszeichnungen
- 2008: Ein Michelinstern für die Villa Merton in Frankfurt
- 2012: Zwei Michelinsterne für die Villa Merton in Frankfurt